# Cyperus trigonellus
Cyperus trigonellus là loài thực vật có hoa trong họ Cói. Loài này được Suess. mô tả khoa học đầu tiên năm 1951.